# Escudo de la República Socialista Soviética de Turkmenistán
El emblema estatal de la República Socialista Soviética de Turkmenistán fue aprobado el 2 de marzo de 1937 por el gobierno de la República Socialista Soviética de Turkmenistán. Está basado en el emblema nacional de la URSS.

## Descripción
El emblema está compuesto por una torre de perforación y un oleoducto, debajo de las cuales hay una alfombra Yomut roja (símbolo de la etnia turcomana), y detrás de estos, un sol naciente, que representa el futuro del pueblo turcomano, abrazados por dos haces de trigo, algodón y uvas (que representan la agricultura) rodeados por una cinta roja que lleva el lema de la Unión Soviética, «¡Proletarios de todos los países, uníos!», escrito en ruso (Пролетарии всех стран, соединяйтесь!, romanizado: Stran Proletarii vsekh, soyedinyaytes!) y en turcomano (Әxли юртлариң пролетарлары, бирлешиң!, romanizado: Ahli ýurtlaryň proletarlary, birleşiň!). La hoz y el martillo (símbolos soviéticos) se encuentran encima de las plataformas, mientras que la estrella roja (simbolizando el "socialismo en los cinco continentes") se encuentra en la parte superior del emblema.

## Historia
Durante algún tiempo después de su formación, la República Socialista Soviética de Turkmenistán no tuvo símbolos estatales. El 9 de agosto de 1925, el Comité Ejecutivo Central de Turkmenistán informó al Comité Ejecutivo Central de la Unión que Turkmenistán todavía usaba el escudo de armas de la URSS. El 26 de mayo de 1926, la CEC turcomana estableció una comisión para el desarrollo del escudo de armas, y el 18 de agosto de 1926, el Comité Ejecutivo Central de la TSSR decidió adoptar el diseño del emblema de Andrei Andreevich Karelin como base. para el emblema estatal de la República Socialista Soviética de Turkmenistán. Más tarde, la versión del escudo de armas tenía siglas "RSST" entre la estrella roja, por encima, y la hoz y el martillo, por debajo.
Por decreto del Comité Ejecutivo Central de la URSS de 1927, las inscripciones del escudo de armas se cambiaron de letras árabes a letras latinas. el lema en el idioma turcomano debería ser: "BYTIN JER JYZINIꞐ PROLETARLARЬ, BIRLEŞIꞐ!". Había otra adición en la parte inferior del escudo de armas entre el escudo y el marco, que es la abreviatura "TSŞ.Ç" para Tyrkmenistan Sotsialist Şuralar Çemhurijeti.
Este cambio en sí es anterior a la transición oficial de las letras árabes a las latinas. Sólo en 1928, con la aprobación el 3 de enero de 1928 por el Comité Ejecutivo Central de la República Socialista Soviética de Turkmenistán, el alfabeto árabe fue reemplazado por el alfabeto latino. La transición final a las letras latinas en todas las esferas oficiales se llevó a cabo en mayo de 1929.
A fines de 1936, según el borrador de la nueva Constitución, el emblema del estado consistía en una imagen de una hoz y un martillo de oro, una estrella roja sobre el fondo del sol naciente, enmarcada con una corona de algodón y espigas en flor. y una cinta roja con la inscripción: "¡Trabajadores de todos los países, uníos!" - en turcomano y ruso. El autor del proyecto fue el artista Alexander Pavlovich Vladychuk.
El proyecto del emblema fue discutido por el público en general y no fue reconocido como exitoso. Entonces, el profesor A. Potseluevsky creía que "el diseño del emblema estatal sería bastante consistente con su propósito, si Turkmenistán fuera solo un país agrario. Mientras tanto, la República Socialista Soviética de Turkmenistán es un país industrial-agrario, y por lo tanto es necesario introducir algún emblema de la industria en sus brazos ". Esto no fue solo una propuesta, sino una expresión de orgullo por los éxitos de la construcción socialista de un pueblo antes atrasado. Potseluevsky sugirió introducir un elemento que refleje y desarrolle la industria. Como tal, un emblema para tomar edificios de fábricas 
En 1940, las letras del idioma turcomano se convirtieron al cirílico, según la ley del 14 de mayo de 1940, adoptada en la IV sesión del Soviet Supremo de la URSS. Según el Decreto del Presidium del Consejo Supremo de Turkmenistán del 28 de abril de 1941, el texto de las inscripciones en los brazos se escribió según el nuevo alfabeto.
Después de la creación de un nuevo escudo de armas de la URSS en 1946, se aclaró la traducción del lema al idioma turcomano. La traducción del lema se cambió por "ӘХЛИ ЮРТЛАРЫҢ ПРОЛЕТАРЛАРЫ, БИРЛЕШИҢ!". Antes de eso, la traducción del lema al idioma turcomano sonaba como "¡Proletarios de toda la tierra, uníos!". Según la comisión creada por el Presidium del Consejo Supremo de la URSS en 1937, la traducción del lema anterior, que se hizo en la década de 1930, era inexacta.
Después de la adopción de la Constitución de toda la Unión en 1977, la nueva Constitución de la República Socialista Soviética de Turkmenistán fue adoptada en la novena sesión extraordinaria del Soviet Supremo de la República Socialista Soviética de Turkmenistán, en la novena convocatoria el 13 de abril de 1978. El emblema fue cambiado en 1992 al actual escudo de armas de Turkmenistán.

Emblema de la República Popular Soviética de Bujará (1920-1925)
Emblema de la República Socialista Soviética de Turkmenistán (1926-1937)